# Weymouth FC
Weymouth FC (celým názvem: Weymouth Football Club) je anglický fotbalový klub, který sídlí ve městě Weymouth v nemetropolitním hrabství Dorset. Založen byl v roce 1890. Od sezóny 2018/19 hraje v Southern Football League Premier Division South (7. nejvyšší soutěž). Klubové barvy jsou červená a modrá.
Své domácí zápasy odehrává na stadionu Bob Lucas Stadium s kapacitou 6 600 diváků.

## Získané trofeje
- Dorset Senior Cup ( 12× )
  - 1985/86, 1986/87, 1987/88, 1990/91, 1991/92, 1993/94, 1999/00, 2000/01, 2002/03, 2014/15, 2015/16, 2016/17

## Úspěchy v domácích pohárech
Zdroj: 
- FA Cup
  - 4. kolo: 1961/62
- FA Trophy
  - Čtvrtfinále: 1973/74, 1976/77

## Umístění v jednotlivých sezonách
Stručný přehled
Zdroj: 
- 1907–1909: Western Football League (Division Two)
- 1909–1914: Western Football League
- 1921–1922: Western Football League (Division One)
- 1922–1923: Western Football League
- 1923–1928: Southern Football League (Western Section)
- 1928–1948: Western Football League (Division Two)
- 1948–1949: Western Football League (Division One)
- 1949–1958: Southern Football League
- 1958–1959: Southern Football League (South-Eastern Section)
- 1959–1979: Southern Football League (Premier Division)
- 1979–1986: Alliance Premier League
- 1986–1989: Conference National
- 1989–1991: Southern Football League (Premier Division)
- 1991–1992: Southern Football League (Southern Division)
- 1992–1993: Southern Football League (Premier Division)
- 1993–1998: Southern Football League (Southern Division)
- 1998–2004: Southern Football League (Premier Division)
- 2004–2006: Conference South
- 2006–2007: Conference National
- 2007–2009: Conference Premier
- 2009–2010: Conference South
- 2010–2018: Southern Football League (Premier Division)
- 2018– : Southern Football League (Premier Division South)

Jednotlivé ročníky
Zdroj: 
Legenda: Z – zápasy, V – výhry, R – remízy, P – porážky, VG – vstřelené góly, OG – obdržené góly, +/- – rozdíl skóre, B – body, červené podbarvení – sestup, zelené podbarvení – postup, fialové podbarvení – reorganizace, změna skupiny či soutěže
| Sezóny  | Liga                                              | Úroveň | Z  | V  | R  | P  | VG  | OG  | +/- | B  | Pozice |
| ------- | ------------------------------------------------- | ------ | -- | -- | -- | -- | --- | --- | --- | -- | ------ |
| 2009/10 | Conference South                                  | 6      | 42 | 5  | 7  | 30 | 31  | 103 | -72 | 22 | 22.    |
| 2010/11 | Southern Football League (Premier Division)       | 7      | 40 | 12 | 8  | 20 | 55  | 85  | -30 | 34 | 18.    |
| 2011/12 | Southern Football League (Premier Division)       | 7      | 42 | 13 | 9  | 20 | 54  | 75  | -21 | 48 | 17.    |
| 2012/13 | Southern Football League (Premier Division)       | 7      | 42 | 18 | 8  | 16 | 59  | 71  | -12 | 62 | 9.     |
| 2013/14 | Southern Football League (Premier Division)       | 7      | 44 | 18 | 6  | 20 | 69  | 80  | -11 | 60 | 12.    |
| 2014/15 | Southern Football League (Premier Division)       | 7      | 44 | 22 | 7  | 15 | 71  | 71  | 0   | 73 | 7.     |
| 2015/16 | Southern Football League (Premier Division)       | 7      | 46 | 21 | 14 | 11 | 63  | 39  | +24 | 77 | 7.     |
| 2016/17 | Southern Football League (Premier Division)       | 7      | 46 | 16 | 18 | 12 | 79  | 58  | +21 | 66 | 10.    |
| 2017/18 | Southern Football League (Premier Division)       | 7      | 46 | 30 | 7  | 9  | 103 | 48  | +55 | 97 | 5.     |
| 2018/19 | Southern Football League (Premier Division South) | 7      | 42 |    |    |    |     |     |     |    |        |